# 10040 Ghillar
10040 Ghillar eller 1984 QM är en asteroid i huvudbältet som upptäcktes den 24 augusti 1984 av den tjeckiske astronomen Zdeňka Vávrová vid Kleť-observatoriet.
Asteroiden har en diameter på ungefär 3 kilometer. Den har fått sitt namn efter Ghillar Michael Anderson, en ledare bland den australiska ursprungsbefolkningen.